# 村山リウ
村山 リウ（むらやま りゅう、女性、1903年4月1日 - 1994年6月17日）は、日本の評論家。

## 生涯
香川県仲多度郡琴平町生まれ。1923年、日本女子大学校国文科卒、1930年、岡山医科大学副手の村山高と結婚、1936年頃から地域婦人活動を行う。新地に女子青年団が結成された際、団長に選ばれる。
その後、1943年から大阪に住み女子挺身隊関連の仕事で大阪府庁に勤める。
戦争で大阪の家を焼かれ、戦後、大阪市社会教育委員など各種婦人団体の役員をつとめ、新聞の身の上相談や社会時評などで、婦人問題評論家として活動。
『源氏物語』の研究を始めてその解き語りを、関西中心に始める。現代視点からのユニークな解説、講演から「村山源氏」として知られ、1959年にはテレビでその現代語訳の朗読を行った。
婦人団体の設立にかかわることもあり、大阪府の社会教育委員に就任中は、府の中を歩き回って地域婦人団体の必要性を説いた。
1954年から1991年まで、源氏物語講座(婦人民生クラブ主催)講師。大阪ユネスコ協会副会長、大阪市選挙管理委員長なども歴任、市川房枝の選挙協力も行った。

## 著書
- 「源氏物語』創元社 1960年 - 1961年
- 『源氏語のすすめ』講談社現代新書 1966年
- 『源氏物語 ときがたり』主婦の友社 1968年
- 『私の源氏物語』日本放送出版協会 1977年
- 『わたしの中の女の歴史』人文書院 1978年
- 『女の自立 『源氏物語』から学んだこと』共同ブレーンセンター 1982年
- 『村山リウ説き語り「源氏物語」』講談社 1983年 のち文庫
- 『私とつれあい』人文書院 1984年
- 『私の歩いた道』創元社 1984年
- 『はなやぐ老い』人文書院 1989年